# ایرینا لاباچوا
ایرینا لاباچوا (روسی: Ирина Викторовна Лобачёва؛ زادهٔ ۱۸ فوریهٔ ۱۹۷۳) اسکیت‌باز نمایشی، و رقصنده روی یخ اهل روسیه است.
وی همچنین برندهٔ جوایزی همچون نشان دوستی شده‌است.